# Acanthoplectron tenellum
Acanthoplectron tenellum is een insect uit de familie van de mierenleeuwen (Myrmeleontidae), die tot de orde netvleugeligen (Neuroptera) behoort. 
Acanthoplectron tenellum is voor het eerst wetenschappelijk beschreven door Esben-Petersen in 1918.